# Surfe nos Jogos Pan-Americanos de 2023 - Shortboard feminino
A competição do shortboard feminino do surfe nos Jogos Pan-Americanos de 2023 foi disputada entre 24 e 30 de outubro de 2023 na praia de Punta de Lobos, em Pichilemu. Um total de 16 surfistas de 9 Comitês Olímpicos Nacionais (CON) participaram do evento.

## Calendário
Horário local (UTC−3).
| Data          | Hora  | Fase              |
| ------------- | ----- | ----------------- |
| 24 de outubro | 10:18 | Principal fase 1  |
| 25 de outubro | 09:32 | Repescagem fase 1 |
| 26 de outubro | 11:04 | Principal fase 2  |
| 26 de outubro | 14:08 | Repescagem fase 2 |
| 26 de outubro | 17:58 | Repescagem fase 3 |
| 27 de outubro | 08:46 | Principal fase 3  |
| 27 de outubro | 11:50 | Repescagem fase 4 |
| 27 de outubro | 16:03 | Repescagem fase 5 |
| 27 de outubro | 10:20 | Principal fase 4  |
| 30 de outubro | 13:33 | Finais            |

## Medalhistas
| Ouro   | BRA Tatiana Weston-Webb |
| Prata  | CAN Sanoa Dempfle-Olin  |
| Bronze | CRC Leilani McGonagle   |

## Resultados

### Fase principal
As vencedoras de cada duelo avançam para a próxima rodada enquanto as perdedoras avançam para a respectiva rodada na repescagem.
|  | Fase 1                   | Fase 1                   | Fase 1 |  |  | Fase 2                  | Fase 2                  | Fase 2                  |       |                         | Fase 3                  | Fase 3                | Fase 3 |  |  | Fase 4 | Fase 4 | Fase 4 |
|  |                          |                          |        |  |  |                         |                         |                         |       |                         |                         |                       |        |  |  |        |        |        |
|  | CRC Leilani McGonagle    | CRC Leilani McGonagle    | 15.33  |  |  |                         |                         |                         |       |                         |                         |                       |        |  |  |        |        |        |
|  | PAN Samantha Alonso      | PAN Samantha Alonso      | 5.00   |  |  | CRC Leilani McGonagle   | CRC Leilani McGonagle   | 10.03                   |       |                         |                         |                       |        |  |  |        |        |        |
|  | BRA Silvana Lima         | BRA Silvana Lima         | 9.23   |  |  | BRA Silvana Lima        | BRA Silvana Lima        | 7.07                    |       |                         |                         |                       |        |  |  |        |        |        |
|  | MEX Regina Pioli         | MEX Regina Pioli         | 3.00   |  |  |                         |                         |                         |       | CRC Leilani McGonagle   | CRC Leilani McGonagle   | 8.16                  |        |  |  |        |        |        |
|  | BAR Chelsea Tuach        | BAR Chelsea Tuach        | 8.67   |  |  |                         | CHI Estela López        | CHI Estela López        | 5.33  |                         |                         |                       |        |  |  |        |        |        |
|  | COL Isabella Gómez Brady | COL Isabella Gómez Brady | 8.23   |  |  | BAR Chelsea Tuach       | BAR Chelsea Tuach       | 10.50                   |       |                         |                         |                       |        |  |  |        |        |        |
|  | PER Sol Aguirre          | PER Sol Aguirre          | 0.67   |  |  | CHI Estela López        | CHI Estela López        | 10.90                   |       |                         |                         |                       |        |  |  |        |        |        |
|  | CHI Estela López         | CHI Estela López         | 10.27  |  |  |                         |                         |                         |       |                         | CRC Leilani McGonagle   | CRC Leilani McGonagle | 8.33   |  |  |        |        |        |
|  | BRA Tatiana Weston-Webb  | BRA Tatiana Weston-Webb  | 12.50  |  |  |                         | BRA Tatiana Weston-Webb | BRA Tatiana Weston-Webb | 14.10 |                         |                         |                       |        |  |  |        |        |        |
|  | CHI Jessica Anderson     | CHI Jessica Anderson     | 9.20   |  |  | BRA Tatiana Weston-Webb | BRA Tatiana Weston-Webb | 15.43                   |       |                         |                         |                       |        |  |  |        |        |        |
|  | ARG Lucía Indurain       | ARG Lucía Indurain       | 7.03   |  |  | CAN Sanoa Dempfle-Olin  | CAN Sanoa Dempfle-Olin  | 5.17                    |       |                         |                         |                       |        |  |  |        |        |        |
|  | CAN Sanoa Dempfle-Olin   | CAN Sanoa Dempfle-Olin   | 9.26   |  |  |                         |                         |                         |       | BRA Tatiana Weston-Webb | BRA Tatiana Weston-Webb | 12.04                 |        |  |  |        |        |        |
|  | NCA Candelaria Resano    | NCA Candelaria Resano    | 11.50  |  |  |                         | PER Daniella Rosas      | PER Daniella Rosas      | 10.50 |                         |                         |                       |        |  |  |        |        |        |
|  | ARG Orlena Pellizzari    | ARG Orlena Pellizzari    | 6.77   |  |  | NCA Candelaria Resano   | NCA Candelaria Resano   | 8.14                    |       |                         |                         |                       |        |  |  |        |        |        |
|  | PER Daniella Rosas       | PER Daniella Rosas       | 11.3   |  |  | PER Daniella Rosas      | PER Daniella Rosas      | 11.40                   |       |                         |                         |                       |        |  |  |        |        |        |
|  | ECU Dominic Barona       | ECU Dominic Barona       | 6.96   |  |  |                         |                         |                         |       |                         |                         |                       |        |  |  |        |        |        |

### Repescagem
As vencedores de cada duelo avançam para a próxima rodada.
| Fase 1                   | Fase 1 |  |  | Fase 2                 | Fase 2 |  |  | Fase 3                 | Fase 3 |  |  | Fase 4                 | Fase 4 |
|                          |        |  |  |                        |        |  |  |                        |        |  |  |                        |        |
|                          |        |  |  | MEX Regina Pioli       | 3.30   |  |  |                        |        |  |  | PER Sol Aguirre        | 0.00   |
| PAN Samanta Alonso       | 3.67   |  |  | BRA Silvana Lima       | 10.30  |  |  |                        |        |  |  | CHI Estela López       | 8.50   |
| MEX Regina Pioli         | 4.00   |  |  |                        |        |  |  | BRA Silvana Lima       | 4.50   |  |  |                        |        |
|                          |        |  |  |                        |        |  |  | PER Sol Aguirre        | 14.67  |  |  |                        |        |
|                          |        |  |  | PER Sol Aguirre        | 12.57  |  |  |                        |        |  |  |                        |        |
| COL Isabella Gómez Brady | 5.50   |  |  | BAR Chelsea Tuach      | 9.50   |  |  |                        |        |  |  |                        |        |
| PER Sol Aguirre          | 6.66   |  |  |                        |        |  |  |                        |        |  |  |                        |        |
|                          |        |  |  |                        |        |  |  |                        |        |  |  |                        |        |
|                          |        |  |  | ARG Lucía Indurain     | 9.00   |  |  |                        |        |  |  | CAN Sanoa Dempfle-Olin | 11.84  |
| CHI Jessica Anderson     | 9.43   |  |  | CAN Sanoa Dempfle-Olin | 15.96  |  |  |                        |        |  |  | PER Daniella Rosas     | 8.44   |
| ARG Lucía Indurain       | 12.60  |  |  |                        |        |  |  | CAN Sanoa Dempfle-Olin | 14.90  |  |  |                        |        |
|                          |        |  |  |                        |        |  |  | NCA Candelaria Resano  | 11.94  |  |  |                        |        |
|                          |        |  |  | ARG Ornela Pellizzari  | 4.77   |  |  |                        |        |  |  |                        |        |
| ARG Ornela Pellizzari    | 6.80   |  |  | NCA Candelaria Resano  | 8.00   |  |  |                        |        |  |  |                        |        |
| ECU Dominic Barona       | 1.80   |  |  |                        |        |  |  |                        |        |  |  |                        |        |

### Finais
A vencedor da quinta fase da repescagem avança para a disputa pela medalha de bronze. A vencedor da disputa pela medalha de bronze avança para a disputa da medalha de ouro enquanto a perdedora recebe a medalha de bronze.
|  | Repescagem fase 5      |                        |       |
|  |                        |                        |       |
|  | CHI Estela López       | CHI Estela López       | 4.23  |
|  | CAN Sanoa Dempfle-Olin | CAN Sanoa Dempfle-Olin | 11.33 |

|  | Disputa pelo bronze    |                        |       |
|  |                        |                        |       |
|  | CAN Sanoa Dempfle-Olin | CAN Sanoa Dempfle-Olin | 10.00 |
|  | CRC Leilani McGonagle  | CRC Leilani McGonagle  | 4.20  |

|  | Disputa pelo ouro       |                         |       |
|  |                         |                         |       |
|  | BRA Tatiana Weston-Webb | BRA Tatiana Weston-Webb | 12.33 |
|  | CAN Sanoa Dempfle-Olin  | CAN Sanoa Dempfle-Olin  | 10.13 |